# Dunbekbladspeurder
De dunbekbladspeurder (Clibanornis rectirostris synoniem: Hylocryptus rectirostris) is een zangvogel uit de familie Furnariidae (ovenvogels).

## Verspreiding en leefgebied
Deze soort komt voor van oostelijk en het zuidelijke deel van Centraal-Brazilië tot noordoostelijk Paraguay.

## Status
De grootte van de populatie is niet gekwantificeerd maar de soort wordt omschreven als zeldzaam. Op de Rode lijst van de IUCN heeft deze soort de status niet bedreigd.